# اینجه‌بغاز
اینجه‌بغاز (به ترکی استانبولی: İnceboğaz) یک منطقهٔ مسکونی در ترکیه است که در قسطمونی واقع شده‌است.